# Велика награда Пацифика 1994.
Велика награда Пацифика 1994. године је била трка у светском шампионату Формуле 1 1994. године која се одржала на аутомобилској стази Окајама у јапанском граду Аиди, 17. марта 1994. године.
Победник је био Аиртон Сена, другопласирани Михаел Шумахер, док је трку као трећепласирани завршио Дејмон Хил.